# Convoluta borealis
Convoluta borealis är en plattmaskart som beskrevs av Sabussow 1900. Convoluta borealis ingår i släktet Convoluta och familjen Convolutidae.
Artens utbredningsområde är Norra Ishavet. Inga underarter finns listade i Catalogue of Life.